# Teflon Don
Albums de Rick Ross
Deeper than Rap
(2009) God Forgives, I Don't
(2012)
Singles
1. Super High
Sortie : 4 mai 2010
2. B.M.F. (Blowin' Money Fast)
Sortie : 29 juin 2010
3. Aston Martin Music
Sortie : 5 octobre 2010

Teflon Don est le quatrième album studio de Rick Ross, sorti le 20 juillet 2010.
L'album s'est classé 2e au Billboard 200, au Top R&B/Hip-Hop Albums, Top Rap Albums et au Top Digital Albums et a été certifié disque d'or par la Recording Industry Association of America (RIAA) le 10 novembre 2010.

## Liste des titres
| No  | Titre                                                                                           | Contient un (des) sample(s) de | Durée |
| --- | ----------------------------------------------------------------------------------------------- | --- | ----- |
| 1.  | I'm Not a Star (Produit par J.U.S.T.I.C.E. League)                                              | I'm Not a Star de MC Shy D | 3:00  |
| 2.  | Free Mason (featuring John Legend et Jay-Z – Produit par The Inkredibles)                       | | 4:07  |
| 3.  | Tears of Joy (featuring Cee Lo Green – Produit par No I.D.)                                     | Hospital Prelude of Love Theme de Willie Hutch D.O.A. (Death of Autotune) de Jay-Z Gucci Time de Schoolly D                             | 5:33  |
| 4.  | Maybach Music III (featuring T.I., Jadakiss et Erykah Badu – Produit par J.U.S.T.I.C.E. League) | Ancient Source de Caldera | 4:26  |
| 5.  | Live Fast, Die Young (featuring Kanye West – Produit par Kanye West)                            | If This World Were Mine des Bar-Kays Funky President de James Brown Uphill Peace of Mind de Kid Dynamite Mary Jane (Live) de Rick James | 6:13  |
| 6.  | Super High (featuring Ne-Yo – Produit par Clark Kent, The Remedy for F.A.T.E. et LLC)           | Silly Love Song d'Enchantment I'm Gonna Love You Just a Little More Baby de Barry White Gangsta Gangsta de N.W.A                        | 3:46  |
| 7.  | No. 1 (featuring Diddy et Trey Songz – Produit par Danja)                                       | | 3:54  |
| 8.  | MC Hammer (featuring Gucci Mane – Produit par Lex Luger)                                        | Too Legit to Quit de MC Hammer | 4:59  |
| 9.  | B.M.F. (Blowin' Money Fast) (featuring Styles P – Produit par Lex Luger)                        | Who U Wit de Lil Jon and The East Side Boyz                                                                                             | 4:10  |
| 10. | Aston Martin Music (featuring Chrisette Michele et Drake – Produit par J.U.S.T.I.C.E. League)   | I Need Love de LL Cool J | 4:30  |
| 11. | All the Money in the World (featuring Raphael Saadiq – Produit par The Olympicks)               | | 4:40  |

| 12. | Audio Meth (featuring Raekwon – Produit par The Runners) | Shook Ones Pt. II de Mobb Deep | 3:33 |